# 东京银背藤
东京银背藤（学名：Argyreia pierreana）是旋花科银背藤属的植物。分布于老挝、越南以及中国大陆的广西、云南等地，生长于海拔600米至1,400米的地区，多生于路边灌丛中，目前尚未由人工引种栽培。

## 异名
- Argyreia seguinii (Levl.) Van. ex Levl.